# Здомышель
Здо́мышель (укр. Здомишель) — село в Ратновской поселковой общине Ковельского района Волынской области Украины.
До 2020 года входило в Ратновский район.
Код КОАТУУ — 0724284501. Население по переписи 2001 года составляет 914 человек. Почтовый индекс — 44150. Телефонный код — 3366. Занимает площадь 1,247 км².